# Jezioro Rudolfa
Jezioro Rudolfa albo Turkana (Bassa Narok, Rudolf Hajk) – bezodpływowe, słone jezioro tektoniczne we wschodniej Afryce na pograniczu 
Etiopii i Kenii. Większość obszaru jeziora leży w granicach Kenii. Jest największym słonowodnym jeziorem Afryki.

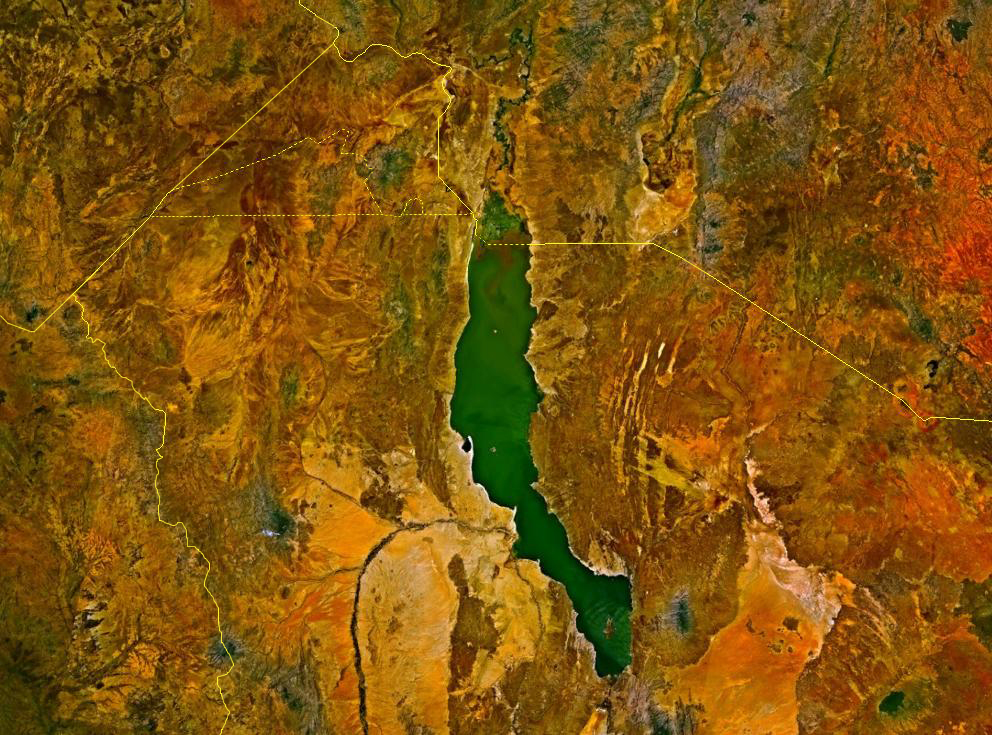
Zdjęcie satelitarne jeziora

Jezioro jest położone na wysokości 375 m n.p.m., ma powierzchnię o zmiennej wielkości od 7950 do 8600 km², długość ok. 250 km i szerokość do 60 km. Powierzchnia zlewiska wynosi 235 tys. km². Na jeziorze znajduje się kilka wysp pochodzenia wulkanicznego, w pobliżu jest czynny wulkan Teleki.
Jezioro jest znane ze stanowisk paleoantropologicznych, na których Richard Leakey odkrył m.in. tzw. Chłopca znad jeziora Turkana.
Unikatowy ekosystem jeziora jest zagrożony przez budowę tamy Gibe III na uchodzącej do jeziora rzece Omo. Krajobraz otoczenia jeziora jest zagrożony przez projekt lokalizacji tam największej farmy wiatrowej w Afryce.

## Parki narodowe jeziora Turkana
Przy jeziorze Turkana na terytorium Kenii zlokalizowano trzy parki narodowe: South Island National Park, Central Island National Park i Sibiloi National Park. W 1997 roku zostały one pod wspólną nazwą Parki Narodowe Jeziora Turkana (Lake Turkana National Parks) wpisane na listę światowego dziedzictwa UNESCO. Dwa pierwsze parki obejmują wyspy na jeziorze, natomiast ostatni położony jest na terenie bezpośrednio przyległym do jeziora.

### Sibiloi National Park
Park Narodowy Sibiloi (Sibiloi National Park) położony jest przy północno-wschodnim wybrzeżu jeziora. Obejmuje obszar 1570 km² i założono go w 1973 roku. Znany jest jako miejsce znalezisk szczątków prehistorycznych zwierząt, a także wczesnych przedstawicieli rodzaju ludzkiego.